# Vliegenmepper

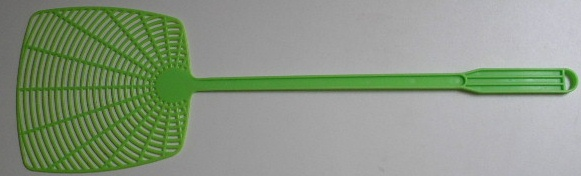
Een gewone vliegenmepper

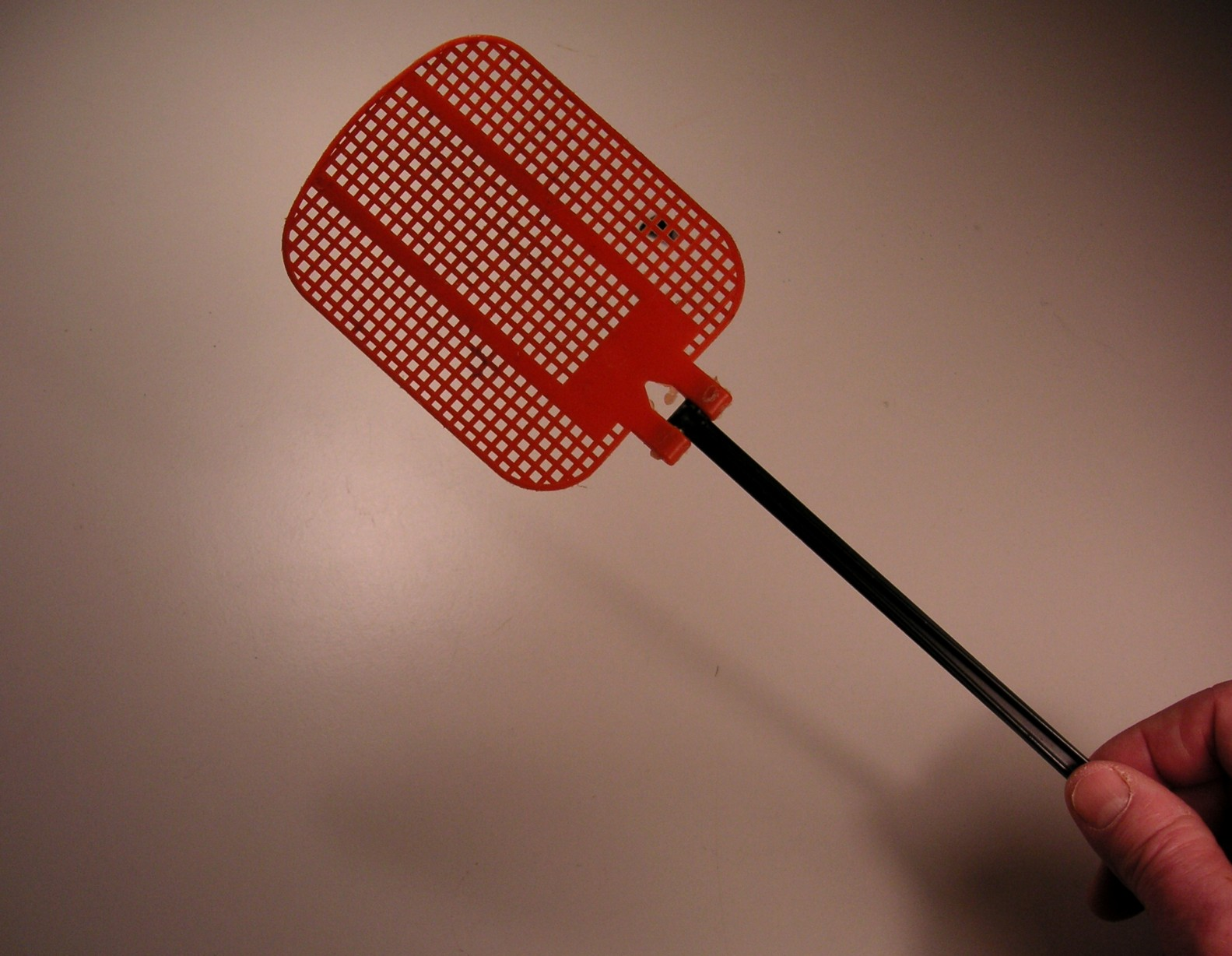
Nog een vliegenmepper

Een vliegenmepper is een gebruiksvoorwerp om vliegen en andere hinderlijke insecten zoals wespen en muggen mee dood te slaan.
De mepper bestaat uit een ca. 30 cm lange steel met aan de ene kant een handvat en aan de andere kant een geperforeerd slagblad van zacht plastic, ongeveer zo groot als een hand. Het slagblad is zodanig flexibel ontworpen dat de klap het insect doodt zonder dat het insect uit elkaar spat.

## Gebruik
Professor Michael Dickinson van het California Institute of Technology heeft onderzocht hoe de vliegenmepper het best gehanteerd kan worden:
- Kies een mepper met een goede schutkleur en die dus niet opvalt.[2]
- Benader de vlieg van achteren. Het gezichtsveld van een vlieg is net wat minder dan 360°.
- Sla van dichtbij zodat de mepper slechts korte tijd onderweg is en de vlieg deze niet meer op tijd ziet aankomen.
- Breng de mepper langzaam in de slagpositie. Haal dus niet uit met een lange zwaai vooraf.
- De vlieg is zo ingesteld dat hij altijd van het gevaar wegvliegt. Hij vliegt dus van de mepper vandaan. Zorg daarom dat de mepper net iets voorbij de vlieg neerkomt.

## Elektrische vliegenmepper

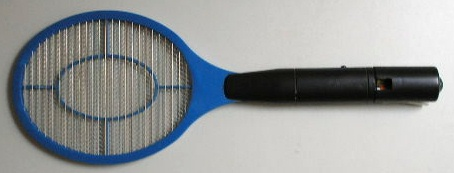
Een elektrische vliegenmepper

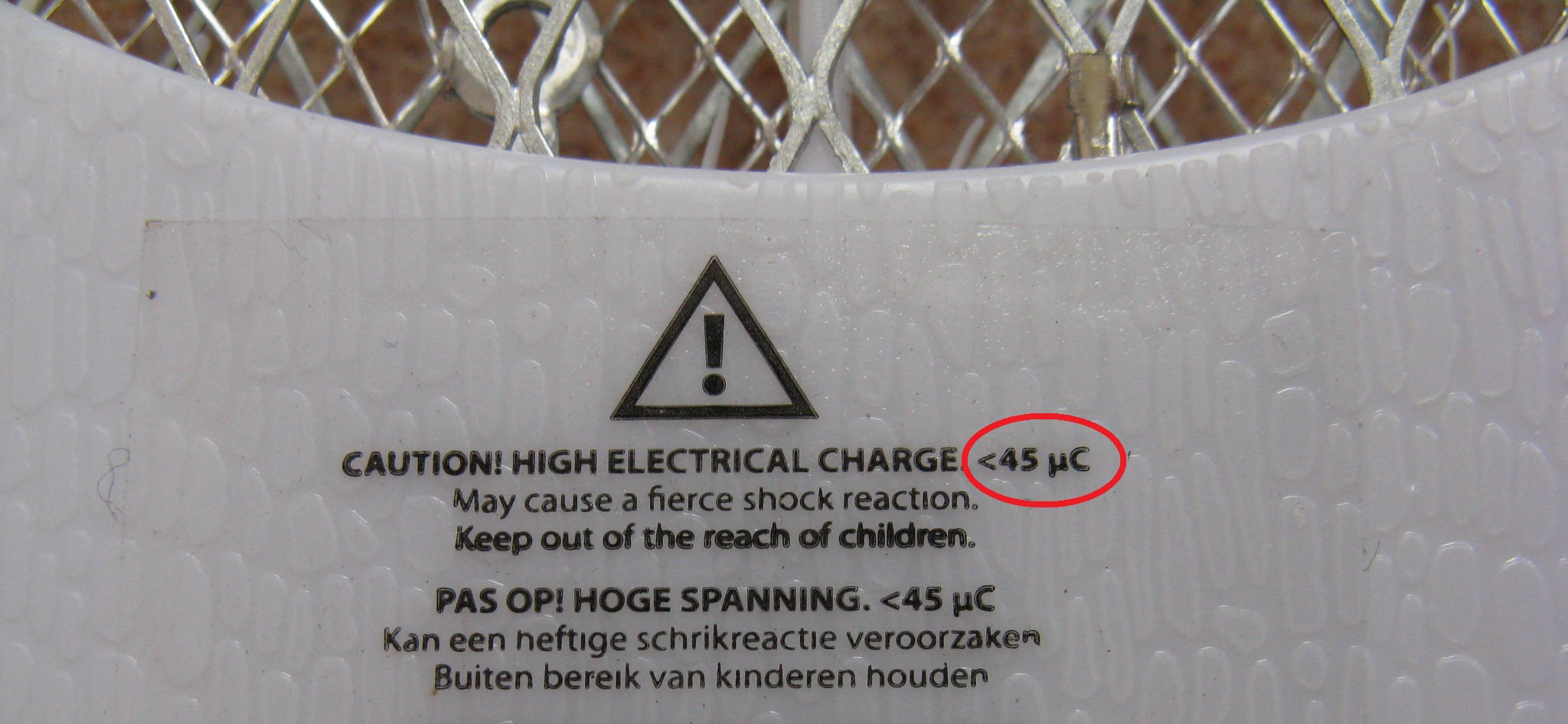
Maximum lading 45 µC

Er bestaan ook elektrische vliegenmeppers, gevoed door batterijen. Van deze vliegenmeppers staat het gaas, als men een knopje indrukt, onder spanning. De spanning op het gaas, en een parallel geschakelde condensator, is circa 1000 volt. De ontlading bij aanraken van het gaas is voor een mens slechts prikkelend en onschadelijk. Insecten raken bewusteloos van de schok, maar ze kunnen weer bijkomen tenzij ze op het gaas geroosterd worden. Voor de consumentenmarkt is de spanning beperkt gehouden tot 2000 V en de lading van de condensator tot 45 µC ("niet onder gevaarlijke spanning staand" volgens de Warenwet) Ter vergelijking: in de industrie gebruikt men professionele insectenverdelgers, deze geven een spanning van 5000 V. Bij sommige consumentenmodellen wordt het elektrische gaas aan twee kanten beschermd door niet-elektrisch gaas. Dit beschermgaas kan omgekeerd ook de insecten beschermen van het elektrische gaas als ze er niet toevallig net doorheen gaan. Daardoor neemt de kans om raak te meppen af.